# Morgana Le Fey (DC Comics)
Morgana le Fey (algunas veces escrito como Morgaine le Fay) es un personaje ficticio, una supervillana en el universo de DC Cómics. Debutó en El Demonio vol. 1 #1, (septiembre de 1972), y fue creada por Jack Kirby. El personaje está basado en Morgan le Fay, la bruja mítico y medio hermana del Rey Arturo primero hecho popular de Geoffrey de Monmouth Vita Merlini (Vida de Merlín).

## Biografía del personaje ficticio
Morgana le Fey es una antigua y diabólica bruja de las leyendas artúricas. Su historia es ligeramente diferente de las leyendas pero es un bruja dotada en las artes de magia negra. En el cómic Madame Xanadu #1 (2008), Morgaine (o "Morgana") es presentada como hermana de Nimue Inwudu (en un futuro Madame Xanadu) y Vivienne (la Dama del Lago). Las tres mujeres se dicen son descendidos del "Folk Elder," supervivientes de la caída de Atlantis, desarrollando al Homo Magi, motivo por el cual es la afinidad de Morgana para la magia. Aun así, mientras Nimue es amable y preocupada por los demás, Morgana exhibe su magia, tratando la raza humana como poco más que juguetes, sintiendo desprecio incluso hacia su más amable hermana pequeña.
Después de varios siglos de manipular humanos y tomando muchos amantes (incluyendo Julio César), Morgana pone sus vistas en Uther Pendragon, Alto Rey de Gran Bretaña. Sin embargo este la rechaza ya que solo tiene ojos para Igraine, la mujer del Duque Gorlois de Cornualles. Buscando para inmiscuirse en sus vidas, Morgana usa un hechizo mágico y se disfraza como una de las hijas de Igraine pero esto le causa el exilio. Su hermana Vivienne le da refugio en el isla de Avalon (Madame Xanadu #20). Después del Flashpoint evento que alteró la línea de tiempo del Universo DC, esta historia parece haber sido modificada. En la serie de Caballeros Del Demonio, Morgana y Nimue son hijas biológicas de Igraine, quién es identificada como hada.
A principios del siglo VI, Morgana entrena a sus hermanas Morgause y Elaine para que sean experta en hechicería como ella. Después de que Gorlois muere a manos de Uther, Morgana culpa su medio hermano Arturo (hijo de Uther) por robarle la primogenitura a ella y sus hermanas. Conspira contra él durante su tiempo en el trono y busca la destrucción de Camelot (Trinity #21).
En los últimos días de Camelot, Merlín fusiona su demonio familiar Etrigan con un hombre, Jason Blood, cuando parte de un último esfuerzo para defender el reino contra el ataque de Morgana le Fey. Blood había sido un aliado de le Fey y es unido al Demonio cuando castigo. Él y Morgana se convierten en enemigos de ahora en adelante. Tras la caída de Camelot, Morgana continúa practicando sus artes oscuras y conserva su juventud por muchos siglos, siempre buscando más poder y un reino nuevo para gobernar. Durante el siglo XX, Merlín surge de nuevo y hechiza a Morgana, causándole la pérdida de su juventud y belleza qué había preservado utilizando su magias. Luego de esto Busca por todos lados los secretos de Merlín para poder restaurar su juventud y belleza. Obliga a Jason Blood a convertirse de nuevo en Demonio para que le dirija la tumba de Merlín. El Demonio finalmente se esfuerza para mantener a Morgana le Fey lejos de restaurar su juventud con los poderes de Merlín.

### Los Nuevos 52
Se le vio como antagonista en las páginas de Demon Knights.

## Poderes y habilidades
- Morgana es una hechicera experta en el uso de la magia negra. Lanza hechizos que son capaces de controlar incluso el más fuerte de los seres sobrenaturales. Ella era capaz de transportar a la mujer Maravilla a otra dimensión (el plano Nether) y luchar contra ella por sus habilidades de lucha de Amazonas. Mediante el uso de un dispositivo, fue capaz de ver mágicamente individuos a millas de distancia.
- Es inmortal a pesar de que afirma haber perdido esta capacidad. Cuando mostrado en el cómic de Mujer Maravilla, ella debe "robar" la inmortalidad de otro inmortales para mantener su juventud. Después de que Merlín le robara su juventud y belleza, lleva una armadura dorada para proteger su cuerpo marchito y antiguo.

## En otros medios

### Televisión
Morgana La Fay era una maga de escenario y estaba involucrada románticamente con el Conde Cagliostro. Sin embargo, Morgana se volvió hacia él, después de que la codicia de Cagliostro hiciera que se olvidase de ella.
- En la serie animada Liga de la justicia, Morgana Le Fey (con la voz de Olivia d'Abo) aparece en el episodio "Un Caballero de las Sombras", en el que intenta robar la piedra Filosofal y utilizarla para convertir Londres a un enorme castillo, con su hijo Mordred como el gobernante, esta le lava parcialmente el cerebro al Detective Marciano pidiéndole robar la piedra a cambio de restaurar su vida en Marte con su familia. También es vista exhibiendo sus capacidades tanto como bruja y como drenadora de vida, en ambos es extremadamente poderosa. Después de leer la mente de Etrigan, y viendo la traición de Morgana a su amante Jason Blood, J'onn aplasta la piedra hasta convertirla en polvo, sabiendo que esta no mantendría su palabra y nunca le devolvería a su familia y vida en Marte. Después, es Jason Blood quien le habla a la Liga de Justicia sobre sus acciones, diciendo: "Ojalá yo hubiera tenido la fuerza que tuvo él hace muchos siglos."
- En la Liga de la Justicia Ilimitada, reaparece en el episodio "Cosas de Niños", donde dirige a Mordred al Amuleto de la Primera Magia, la fuente de toda magia terrenal, el cual tiene poder incluso superior al de Morgana. Mordred traicionó a Morgana, arrebatando el amuleto y utilizándolo para desaparecerla a ella y a todos los adultos de la Tierra a una dimensión paralela, ella tuvo que hacer un trato con Batman, Supermán, Mujer Maravilla, y Linterna Verde, cambiándoles a niños para que pudieran regresar a la Tierra y lucha contra Mordred. Durante la lucha, ya habiendo perdido estos lo engañan burlándose de él para que se convirtiera en adulto, Cuándo lo hace este es expulsado de la tierra llegando a la dimensión paralela donde Morgana le dice que ha cometido un grave error. Cuándo el hechizo quedó roto, Morgana cambió a los héroes a sus edades apropiadas y entonces se fue a cuidar de su hijo, quién era ahora viejo y débil aun así todavía inmortal, habiendo roto la juventud eterna que su madre había lanzado encima de él hace siglos. En el séptimo episodio de la tercera temporada "Acto patriótico" es mencionado por Shining Knight cuando es enviado a desfilar en una caravana y dice preferir luchar nuevamente con el Ogro Blunderbore, aunque ese ogro resultó ser Morgan Le Fey.
- Morgaine le Fey aparece en el episodio de Batman: The Brave and the Bold, "Day of the Dark Knight", interpretada por Tatyana Yassukovich. Ella usa su magia para apoderarse de Camelot y Etrigan, lo que hace que Merlín obtenga la ayuda de Batman y Green Arrow. Cuando llegó a la ubicación de Excalibur, Morgaine tomó el control de Batman y lo convirtió en un Caballero Oscuro para recuperar a Excalibur para ella. Merlín se involucra con Morgaine le Fey, mientras que Green Arrow se envía para evitar que Batman reclame Excalibur para Morgaine. Batman fue finalmente liberado del hechizo. Con Etrigan también liberado, Morgaine se transformó en un dragón. Cuando Batman no pudo ceder, ella los atacó y convirtió a Merlín y Etrigan en piedra. Green Arrow y Batman sacaron a Excalibur de la piedra y combinaron sus movimientos para derrotar a Morgaine le Fey. Además, ella también aparece en un cameo no hablado en el teaser de "The Siege of Starro!" Pt. 1, donde ella está manipulando mágicamente a un Merlín atrapado solo para ser detenido por Etrigan.

### Videojuegos
- Morgaine le Fey aparece en el videojuego de Nintendo para la consola DS Batman, the brave and the bold - the videogame. Ella hace equipo con el Rey de Reloj encima Isla de Dinosaurio y tiene que ser derrotado por Batman y el Tornado Rojo.[5]